# 음계산법
조합론에서 음계산법(陰計算法, 영어: umbral calculus)은 특정 수열 · 다항식열에서의 아랫첨자를 마치 거듭제곱처럼 여겨 계산하는 계산법이다.

## 정의
표수가 0인 체 {\displaystyle K}가 주어졌다고 하자. 그렇다면, 그 위의 다항식환 {\displaystyle K[x]}는 {\displaystyle K} 위의 벡터 공간을 이룬다. 이 속의 다항식열(영어: polynomial sequence)은 다음과 같은 조건들을 만족시키는 열이다.
{\displaystyle p\colon \mathbb {N} \to K[x]}
{\displaystyle p\colon i\mapsto p_{i}\in K[x]}
{\displaystyle \deg p_{i}=i\qquad \forall i\in \mathbb {N} }

### 음합성
다항식
{\displaystyle p(x)=\sum _{i\in \mathbb {N} }p_{i}x^{i}}
와 다항식열
{\displaystyle q_{i}(x)=\sum _{j\in \mathbb {N} }q_{i,j}x^{j}}
의 음합성(영어: umbral composition)은 다음과 같은 다항식열이다.
{\displaystyle (p\circ q)(x)=\sum _{j\in \mathbb {N} }p_{i}q_{j}(x)}
마찬가지로, 두 다항식열 {\displaystyle p_{i},q_{i}}의 음합성은 다음과 같다.
{\displaystyle (p\circ q)_{i}=p_{i}\circ q}
이에 따라, 다항식열들은 모노이드를 이룬다. 음합성의 항등원은 다음과 같다.
{\displaystyle \delta _{n}(x)=x^{n}}

### 셰퍼 다항식열
다항식열 {\displaystyle p_{i}}가 주어졌다고 하자. 그렇다면 다음과 같은 {\displaystyle K}-선형 작용소를 정의할 수 있다.
{\displaystyle Q\colon K[x]\to K[x]}
{\displaystyle Q\colon p_{i}\mapsto ip_{i-1}}
이를 다항식열 {\displaystyle p_{i}}의 델타 연산자(영어: delta operator)라고 한다.
또한, 임의의 {\displaystyle a\in K}에 대하여, 다음과 같은 {\displaystyle K}-선형 작용소를 정의할 수 있다.
{\displaystyle T_{a}\colon K[x]\to K[x]}
{\displaystyle T_{a}p_{i}(x)=p_{i}(x+a)}
만약 {\displaystyle Q}가 모든 {\displaystyle T_{a}}와 가환한다면, {\displaystyle p_{i}}를 셰퍼 다항식열(영어: Sheffer sequence)이라고 한다.
{\displaystyle QT_{a}p=T_{a}Qp\qquad \forall a\in K,p\in K[x]}
두 셰퍼 다항식열의 음합성 역시 셰퍼 다항식열을 이루며, 음합성에 대하여 셰퍼 다항식열들은 군을 이룬다.
셰퍼 다항식열 {\displaystyle p_{i}}의 지수 생성 함수는 다음과 같은 꼴이다.
{\displaystyle \sum _{n=0}^{\infty }{\frac {p_{n}(x)}{n!}}t^{n}=A(t)\exp(xB(t))}
{\displaystyle A,B\in K[[t]]}
따라서, 셰퍼 다항식열은 일반화 아펠 다항식열의 특수한 경우이다.

### 아펠 다항식열
셰퍼 다항식열 {\displaystyle p_{i}}에 대하여, 델타 연산자가 다항식의 미분과 같다면, {\displaystyle p_{i}}를 아펠 다항식열(영어: Appell sequence)이라고 한다.
두 아펠 다항식열의 음합성 역시 아펠 다항식열을 이루며, 음합성에 대하여 아펠 다항식열들은 아벨 군을 이룬다. 이는 셰퍼 다항식열의 군의 정규 부분군이다.
모든 아펠 다항식열 {\displaystyle p_{i}(x)}은 어떤 수열 {\displaystyle a_{i}}에 대하여
{\displaystyle p_{n}(x)=\sum _{k=0}^{n}{\binom {n}{k}}a_{n-k}x^{k}}
의 꼴임을 보일 수 있다. 역으로, 아펠 다항식열이 주어졌다면
{\displaystyle a_{n}=p_{n}(0)}
이 된다.
아펠 다항식열의 예로는 다음이 있다.
- 베르누이 다항식 {\displaystyle B_{n}(x)}. 이에 대응하는 수열은 베르누이 수이다.
- (확률론의) 에르미트 다항식 {\displaystyle H_{n}(x)}. 이에 대응하는 수열은 {\displaystyle h_{2k}=(-1)^{k}2k(2k-2)(2k-4)\cdots 2}, {\displaystyle h_{2k+1}=0}이다.
- 오일러 다항식
- {\displaystyle p_{n}(x)=x^{n}}. 이에 대응하는 수열은 {\displaystyle a_{n}=\delta _{n,0}}이다 ({\displaystyle \delta }는 크로네커 델타).

### 이항형 다항식열
셰퍼 다항식열 {\displaystyle p_{i}}에 대하여, 다음 두 조건이 서로 동치이며, 이를 만족시키는 셰퍼 다항식열을 이항형 다항식열(영어: sequence of binomial type)이라고 한다.
- {\displaystyle p_{0}(x)=1}이며 {\displaystyle p_{n}(0)=0\qquad \forall n\geq 1}이다.
- 다음 항등식이 성립한다.
{\displaystyle p_{n}(x+y)=\sum _{k=0}^{n}{\binom {n}{k}}p_{k}(x)p_{n-k}(y)}

이항형 다항식열은 음합성에 대하여, 셰퍼 다항식열의 군의 부분군을 이룬다. 이는 정규 부분군이 아니며, 아벨 군이 아니다. 셰퍼 다항식열의 군 {\displaystyle \operatorname {Sheffer} }은 아펠 다항식열의 군 {\displaystyle \operatorname {Appell} }과 이항형 다항식열의 군 {\displaystyle \operatorname {Binom} }의 반직접곱이다.
{\displaystyle \operatorname {Sheffer} \cong \operatorname {Appell} \rtimes \operatorname {Binom} }
이항형 다항식열은 그 델타 연산자로부터 완전히 결정된다.
이항형 다항식열의 예로는 다음이 있다.
- {\displaystyle p_{n}(x)=x^{n}}. 이에 대응하는 델타 작용소는 미분 {\displaystyle d/dx}이다.
- 하강 포흐하머 기호 {\displaystyle p_{n}(x)=x^{\underline {n}}}. 이에 대응하는 델타 작용소는 전방 유한 차분 {\displaystyle \Delta f(x)=f(x+1)-f(x)}이다.
- 상승 포흐하머 기호 {\displaystyle p_{n}(x)=x^{\overline {n}}}
- 아벨 다항식 {\displaystyle p_{n}(x)=x(x-an)^{n-1}}
- 투샤르 다항식 {\displaystyle \textstyle p_{n}(x)=\sum _{k=0}^{n}\left\{{n \atop k}\right\}x^{n}}. 여기서 {\displaystyle \textstyle \left\{{n \atop k}\right\}}는 제2종 스털링 수이다.

### 아펠 다항식의 음계산법
아펠 다항식열
{\displaystyle p_{n}(x)=\sum _{k=0}^{n}{\binom {n}{k}}p_{n-k}x^{k}}
이 주어졌다고 하자. 이 경우, 형식적 변수 {\displaystyle {\mathsf {p}}}에 대하여 다음과 같은 선형 범함수를 정의할 수 있다.
{\displaystyle L\colon K[{\mathsf {p}}]\to K}
{\displaystyle L\colon {\mathsf {p}}^{n}\mapsto p_{n}}
이 경우, {\displaystyle {\mathsf {p}}}를 음변수(영어: umbral variable)라고 한다. {\displaystyle L}을 가하면, {\displaystyle {\mathsf {p}}^{n}}의 윗첨자(거듭제곱)가 {\displaystyle p_{n}}의 아랫첨자로 바뀌는 것을 알 수 있다.
그렇다면, 다음과 같은 식들이 성립한다.
{\displaystyle L\left((a+{\mathsf {p}})^{n}\right)=p_{n}(a)\qquad \forall a\in K}
{\displaystyle L\left({\frac {d}{da}}(a+{\mathsf {p}})^{n}\right)={\frac {d}{da}}L\left((a+{\mathsf {p}})^{n}\right)}
따라서, {\displaystyle p_{n}(x)}를 포함하는 표현을 {\displaystyle L(\cdots )}로 나타낸 뒤, 음변수 {\displaystyle {\mathsf {p}}}의 다항식으로 다룰 수 있다. 이를 음계산법이라고 한다.
예를 들어, 다음과 같은 항등식을 음계산법으로 쉽게 보일 수 있다.
{\displaystyle {\begin{aligned}p_{n}(x+y)&=L\left((x+y+{\mathsf {p}})^{n}\right)\\&=L\sum _{k=0}^{n}{\binom {n}{k}}(y+{\mathsf {p}})^{n-k}x^{k}\\&=\sum _{k=0}^{n}{\binom {n}{k}}L((y+{\mathsf {p}})^{n-k})x^{k}\\&=\sum _{k=0}^{n}{\binom {n}{k}}p_{n-k}(y)x^{k}\\\end{aligned}}}

### 이항형 다항식의 음계산법
델타 연산자 {\displaystyle Q}에 대응하는 이항형 다항식 {\displaystyle p_{n}(x)}이 주어졌을 때, 다음과 같은 선형 범함수를 정의하자.
{\displaystyle L\colon K[{\mathsf {p}}]\to K[x]}
{\displaystyle L\colon {\mathsf {p}}^{n}\mapsto p_{n}(x)}
그렇다면, 다음과 같은 항등식이 성립한다.
{\displaystyle L\colon a\mapsto a\qquad \forall a\in K}
{\displaystyle L\left({\frac {d}{d{\mathsf {p}}}}f({\mathsf {p}})\right)=Q(Lf)}
{\displaystyle L\left(\operatorname {eval} _{{\mathsf {p}}\mapsto 0}f({\mathsf {p}})\right)=\operatorname {eval} _{x\mapsto 0}L\left(f({\mathsf {p}})\right)}
따라서, 아펠 다항식의 경우와 같이 {\displaystyle p_{n}(x)}를 포함하는 표현을 {\displaystyle L(\cdots )}로 나타내어 편하게 다룰 수 있는 음계산법이 성립한다.
특히, 임의의 {\displaystyle f(x)\in K[x]}에 대하여, {\displaystyle \deg p_{n}(x)=n}이므로
{\displaystyle f=L(g({\mathsf {p}}))}
인 다항식
{\displaystyle g({\mathsf {p}})\in K[x]}
{\displaystyle g({\mathsf {p}})=\sum _{k=0}^{\infty }g_{k}{\mathsf {p}}^{k}}
가 존재한다. 이 경우,
{\displaystyle g_{k}=L(g_{k})={\frac {1}{k!}}L\left(\operatorname {eval} _{{\mathsf {p}}\mapsto 0}{\frac {d^{n}}{d{\mathsf {p}}^{n}}}g({\mathsf {p}})\right)={\frac {1}{k!}}\operatorname {eval} _{x\mapsto 0}Q^{n}L(g({\mathsf {p}}))={\frac {1}{k!}}Q^{n}f(0)}
이다. 따라서,
{\displaystyle f(x)=\sum _{n=0}^{\infty }L\left(g_{n}{\mathsf {p}}^{n}\right)=\sum _{n=0}^{\infty }g_{n}p_{n}(x)=\sum _{n=0}^{\infty }{\frac {1}{k!}}Q^{n}f(0)p_{n}(x)}
가 된다. 이를 음 테일러 급수(영어: umbral Taylor series)라고 한다.
특히, {\displaystyle p_{n}(x)}이 하강 포흐하머 기호
{\displaystyle p_{n}(x)=x^{\underline {n}}=x(x-1)\cdots (x-n+1)}
일 경우,
{\displaystyle p_{n}(x+1)-p_{n}(x)=np_{n-1}(x)}
이므로, 이에 대응하는 델타 작용소는 전방 유한 차분
{\displaystyle \Delta f(x)=f(x+1)-f(x)}
이다. 따라서
{\displaystyle f(x)=\sum _{n=0}^{\infty }{\frac {1}{k!}}\Delta ^{n}f(0)x^{\underline {n}}}
이다. 이는 뉴턴 급수라고 한다.
보다 일반적으로, 셰퍼 다항식열은 아펠 다항식열과 이항형 다항식열의 음합성이므로, 이에 대한 음계산법을 개발할 수 있다.

## 예

### 베르누이 공식
베르누이 다항식 {\displaystyle B_{n}(x)\in \mathbb {Q} [x]}은 아펠 다항식열을 이룬다. 따라서, 선형 작용소
{\displaystyle L\colon \mathbb {Q} [{\mathsf {b}}]\to \mathbb {Q} [x]}
{\displaystyle L\colon {\mathsf {b}}^{n}\mapsto B_{n}}
를 정의하자. (여기서 {\displaystyle B_{n}}은 {\displaystyle B_{1}=-1/2}인 베르누이 수이다.) 그렇다면, 음계산법을 사용한다면 거듭제곱수의 합에 대한 베르누이 공식은 다음과 같이 깔끔하게 적을 수 있다.
{\displaystyle {\begin{aligned}\sum _{k=1}^{n}k^{m}&={\frac {1}{m+1}}\left(B_{m+1}(n+1)-B_{m+1}(0)\right)\\&=L\left({\frac {(n+1+{\mathsf {b}})^{m+1}-{\mathsf {b}}^{m+1}}{m+1}}\right)\\&=L\int _{\mathsf {b}}^{{\mathsf {b}}+n+1}x^{p}\,dx\end{aligned}}}

### 역관계
두 수열 {\displaystyle a_{n}}, {\displaystyle b_{n}}에 대하여, 다음 두 조건이 서로 동치이다.
{\displaystyle \forall n\colon a_{n}=\sum _{k=0}^{n}{\binom {n}{k}}b_{n}\iff \forall n\colon b_{n}=\sum _{k=0}^{n}(-)^{k}{\binom {n}{k}}a_{n}}
이는 다음과 같이 음계산법으로 쉽게 유도할 수 있다.:185–186
우선
{\displaystyle L\colon K[{\mathsf {a}}]\to K}
{\displaystyle L\colon {\mathsf {a}}^{n}\mapsto a_{n}}
라고 하자. 그렇다면, 만약
{\displaystyle b_{n}=\sum _{k=0}^{n}{\binom {n}{k}}b_{n}=L\left((1+{\mathsf {a}})^{n}\right)}
라면,
{\displaystyle {\mathsf {b}}=1+{\mathsf {a}}}
로 정의할 수 있다. 그렇다면
{\displaystyle a_{n}=L({\mathsf {a}}^{n})=L\left(({\mathsf {b}}-1)^{n}\right)=\sum _{k=0}^{n}(-)^{k}{\binom {n}{k}}b_{k}}
임을 알 수 있다. (반대 방향의 함의도 마찬가지로 성립한다.)

## 역사
음계산법은 1861년에 존 블리사드(영어: John Blissard)가 도입하였다. 그러나 블리사드는 선형 범함수를 사용하지 않았으며, 단순히 특정 경우 아랫첨자를 윗첨자처럼 간주할 수 있다는 선에서 음계산법을 이해하였다.
이후 음계산법은 에두아르 뤼카와 제임스 조지프 실베스터 등에 의하여 널리 사용되었으나, 오랫동안 음계산법이 왜 성립하는지는 의문에 싸여 있었다. 1938년에 에릭 템플 벨(영어: Eric Temple Bell)은 음계산법을 엄밀하게 유도하려고 시도하였으나, 그리 성공적이지 못하였다.
1970년대에 잔카를로 로타는 선형 범함수를 사용하여 음계산법을 엄밀하게 유도하였다.
아펠 다항식열은 프랑스의 수학자 폴 에밀 아펠(프랑스어: Paul Émile Appell, 1855~1930)이 도입하였다. 셰퍼 다항식열은 미국의 수학자 이자도어 미첼 셰퍼(영어: Isador Mitchell Sheffer, 1901~1992)가 도입하였다.